# Ariel Panzer
Ariel Alberto Panzer (* 30. Oktober 1973 in Buenos Aires; geborener Ariel Alberto Alfaro) ist ein argentinisch-deutscher Handballtorwart und Trainer.

## Karriere
Ariel Panzer spielte ab 1995 beim Regionalligisten TuRu Düsseldorf und von 1998 bis 2002 beim Zweitligisten HSV Düsseldorf. Dann wechselte er für eine Saison in die 1. Bundesliga zum VfL Gummersbach. Panzer schloss sich anschließend dem Regionalligisten TuS Niederpleis an und wechselte im Januar 2004 zum Zweitligisten HC Erlangen. Später spielte er für die SG Achim/Baden und den 1. VfL Potsdam. Seit 2010 hütete er das Tor des VfL Bad Schwartau. Sein im Sommer 2014 auslaufender Vertrag wurde nicht verlängert. In der Saison 2014/15 spielte er für die HF Springe. Anschließend schloss er sich dem SV Mecklenburg Schwerin an. Ab dem Sommer 2017 hütete er das Tor des Drittligistens MTV Braunschweig, wo er für die Saison 2021/22 bei der 2. Mannschaft auflief. Panzer kehrte im Dezember 2021 zum Zweitligisten VfL Lübeck-Schwartau zurück, um den VfL in vier Spielen zu unterstützen. Seit dem Oktober 2022 unterstützt er den Oberligisten HSV Warberg/Lelm auf der Torhüterposition.
Für die argentinische Nationalmannschaft bestritt Ariel Panzer 17 Länderspiele.
Ab der Saison 2012/13 engagierte er sich als Jugendtrainer beim MTV Lübeck. Panzer übernahm nach seinem Kurzeinsatz beim VfL Bad Schwartau wieder sein Amt des Torwarttrainers beim MTV Braunschweig.

## Privates
Panzer lebt seit 1994 in Deutschland und besitzt auch die deutsche Staatsbürgerschaft. Als der Argentinier seine deutsche Ehefrau heiratete, nahm er ihren Familiennamen an.